# JaJuan Johnson
JaJuan Markeis Johnson (Indianapolis, Indiana, 8 de febrero de 1989) es un jugador de baloncesto estadounidense  que pertenece a la plantilla del Hapoel Eilat B.C. de la Ligat ha'Al israelí. Con 2,08 metros de estatura, juega en la posición de ala-pívot.

## Trayectoria deportiva

### Universidad

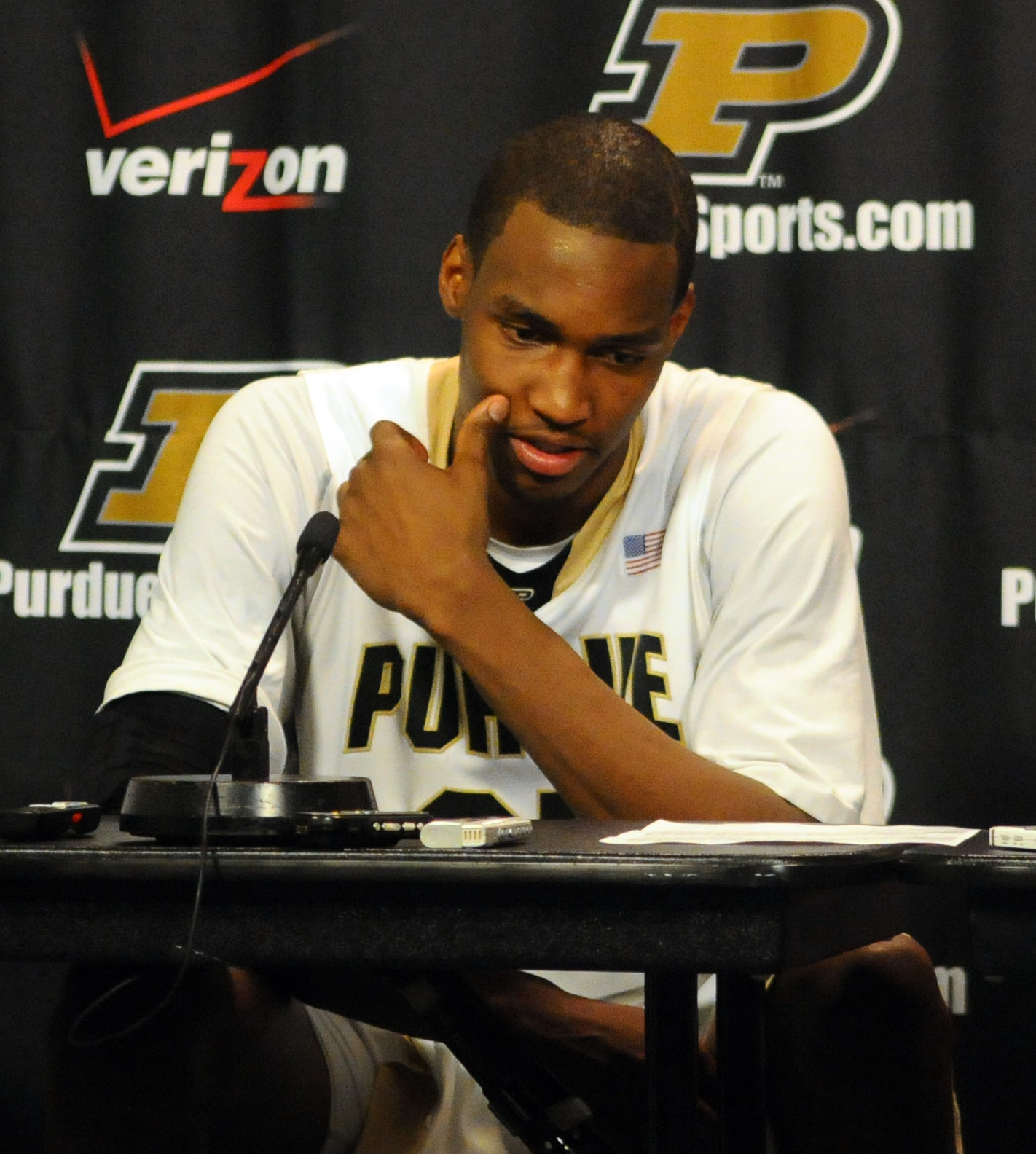
Johnson en 2011 con Purdue.

Jugó durante cuatro temporadas con los Boilermakers de la Universidad Purdue, en la que promedió 13,7 puntos y 6,1 rebotes por partido.
En su primera temporada promedió 5,4 puntos y 3,1 rebotes por partido, siendo titular en 17 ocasiones. Ayudó a su equipo a aparecer por segundo año consecutivo en el Torneo de la NCAA, logrando su mejor actuación ante Baylor en la primera eliminatoria de la competición, logrando 10 puntos, 8 rebotes y 2 tapones en 20 minutos de juego.
En su temporada sophomore mejoró considerablemente su aportación, acabando como segundo mejor anotador de su equipo, con 13,4 puntos por partido, y liderando la Big Ten Conference en tapones, con 2,2, siendo incluido en los mejores quintetos absoluto y defensivo de la conferencia. Logró 5 dobles-dobles a lo largo de la temporada, siendo su mayor anotación de 30 puntos, ante Ohio State. Al término de la temporada valoró la posibilidad de entrar en el Draft de la NBA de 2009, pero finalmente decidió continuar su etapa universitaria.
Al año siguiente volvió a ser elegido en el mejor quinteto defensivo de la Big Ten, y en segundo absoluto. Promedió 15,5 puntos, 7,1 rebotes y 2,1 tapones, siendo titular en 34 de los 35 partidos que disputó. Nuevamente valoró en entrar anticipadamente en el draft, pero se echó atrás viendo que los analistas lo situaban en la segunda ronda.
Ya en su última temporada consiguió 12 dobles-dobles y batió su récord de anotación, logrando 31 puntos ante Indiana State. Fue elegido Jugador del Año de la Big Ten y mejor jugador defensivo, logrando además el Pete Newell Big Man Award al mejor jugador interior de la NCAA, además de ser elegido por Associated Press en el primer quinteto All-American y en el equipo consensuado.

#### Estadísticas
| Temporada | Equipo              | PJ  | MIN  | PTS  | ROB | REB | AST | TAP |
| --------- | ------------------- | --- | ---- | ---- | --- | --- | --- | --- |
| '07-08    | Purdue Boilermakers | 34  | 16,6 | 5,4  | 0,4 | 3,1 | 0,3 | 1,0 |
| '08-09    | Purdue Boilermakers | 37  | 26,9 | 13,4 | 0,5 | 5,6 | 0,7 | 2,1 |
| '09-10    | Purdue Boilermakers | 35  | 31,2 | 15,5 | 0,9 | 7,1 | 0,7 | 2,1 |
| '10-11    | Purdue Boilermakers | 34  | 35,4 | 20,5 | 0,9 | 8,6 | 1,0 | 2,3 |
| Total     |                     | 140 | 27,5 | 13,7 | 0,7 | 6,1 | 0,7 | 1,9 |

### Profesional

#### NBA
Fue elegido en la vigésimo séptima posición del Draft de la NBA de 2011 por New Jersey Nets. pero fue traspasado a Boston Celtics a cambio de los derechos sobre Marshon Brooks, elegido en el puesto 25. Debutó el 28 de diciembre ante New Orleans Hornets, consiguiendo 4 puntos en 3 minutos de juego.

#### D-League
El 20 de julio de 2012 es traspasado a Houston Rockets, en un acuerdo a tres bandas. Siendo cortado por los Rocekts el 29 de octubre sin llegar a debutar.
El 2 de noviembre de 2012, fue elegido por los Fort Wayne Mad Ants en el primer puesto del Draft de la NBA Development League de 2012.
El 28 de diciembre de 2012, es traspasado a los Canton Charge a cambio de Luke Harangody.
El 25 de febrero de 2013, es traspasado a Idaho Stampede.

#### Europa
En agosto de 2013 ficha por el Giorgio Tesi Group de la Lega Italiana.
El 23 de junio de 2014, se anunció que firmaría con el Beşiktaş Integral Forex de cara a la temporada 2014–15 de la Turkish Basketball League. Al equipo se unió también Engin Atsür y Caner Erdeniz.
El 31 de julio de 2015, firmó con el Krasny Oktyabr ruso.  Pero el 23 de noviembre, rescindió su contrato con el club.
Tres días después, el 26 de noviembre de 2015, vuelve a Italia a las filas del Pallacanestro Cantù.
El 14 de julio de 2017, firma por dos temporadas con el equipo turco Darüşşafaka. El 4 de abril de 2018 es elegido en el segundo mejor quinteto de la EuroCup tras ayudar al equipo a ganar la Eurocup 2017-18 al derrotar al Lokomotiv Kuban en la final.
El 11 de julio de 2018, se hace oficial su firma con el Lokomotiv Kuban de cara a la temporada 2018–19 de la liga rusa.
El 19 de agosto de 2019, firma con el Bahçeşehir Koleji de la Basketbol Süper Ligi (BSL).
El 30 de julio de 2020, se marcha a Alemania para disputar una temporada con el Bayern de Múnich de la Basketball Bundesliga (BBL).
El 3 de agosto de 2021, firma por el Türk Telekom de la BSL turca.
El 25 de junio de 2022 firmó con el BCM Gravelines-Dunkerque de la LNB Pro A.
El 9 de julio de 2023 fichó por el New Basket Brindisi de la Lega Basket Serie A italiana. Pero en enero de 2024 se marcha a Israel, para finalizar la temporada con el Hapoel Eilat B.C. de la Ligat ha'Al.

## Estadísticas de su carrera en la NBA

### Temporada regular
| Año     | Equipo | PJ | PT | MPP | %TC  | %3P  | %TL  | RPP | APP | ROB | TPP | PPP |
| ------- | ------ | -- | -- | --- | ---- | ---- | ---- | --- | --- | --- | --- | --- |
| 2011-12 | Boston | 36 | 0  | 8.3 | .446 | .000 | .667 | 1.6 | .2  | .1  | .4  | 3.2 |
| Total   | Total  | 36 | 0  | 8.3 | .446 | .000 | .667 | 1.6 | .2  | .1  | .4  | 3.2 |